# Heliconius tenuistriga
Heliconius tenuistriga är en fjärilsart som beskrevs av William James Kaye 1920. Heliconius tenuistriga ingår i släktet Heliconius och familjen praktfjärilar. Inga underarter finns listade i Catalogue of Life.